# Croton migrans
Espèce
Croton migrans est une espèce de plantes à fleurs du genre Croton et de la famille des Euphorbiaceae présente au Brésil.
Il a pour synonymes :
- Croton splendidus, Mart. ex Baill.
- Oxydectes migrans, (Casar.) Kuntze